# Lilia Skala
Lilia Skala, właśc. Lilia Sofer (ur. 28 listopada 1896 w Wiedniu, zm. 18 grudnia 1994 w Bay Shore) – amerykańska aktorka pochodzenia austriackiego. W 1964 nominowana do Oscara za drugoplanową rolę w filmie Polne lilie (1963; reż. Ralph Nelson).

## Filmografia
- Spotkanie z Alfredem Hitchcockiem (1962-65; serial TV) jako Frieda Schmidt (gościnnie)
- Polne lilie (1963) jako s. Maria, matka przełożona
- Statek szaleńców (1965) jako Frau Hutten
- Charly (1968) jako dr Anna Straus
- Roseland (1977) jako Rosa
- Heartland (1979) jako pani Landauer
- Testament (1983) jako Fania
- Flashdance (1983) jako Hanna Long
- Dom gry (1987) jako dr Maria Littauer
- Czcigodni mordercy (1990) jako Lucia